# Харчевня Дракона
«Харчевня Дракона» или «Таверна у Врат дракона» (англ. Dragon Inn, кит. трад. 龍門客棧, упр. 龙门客栈, палл. Лун Мэнь кэ чжан, буквально: «Гостиница „Драконьи ворота“») — тайваньский фильм жанра уся режиссёра Кинга Ху, вышедший в 1967 году. Входит в список 100 лучших китайских фильмов по версии Hong Kong Film Award и занимает в нём седьмое место. Позже вышли два ремейка — «Таверна Дракона» (1992) и «Врата дракона» (2011).

## Производство
В 1965 году Кинг Ху покинул гонконгскую киностудию братьев Шао сразу после окончания работы над фильмом 
Выпей со мной. Режиссёр перебрался на Тайвань, где встретил Ша Жунфэна. Двое основали там киностудию под названием 聯邦影業有限公司 (англ. Union Film Company). Съёмки фильма проходили на Тайване в 1966 году.  

## Сюжет
Цао, первый евнух императора, успешно обошёл генерала Юя, своего политического противника. Генерал был обезглавлен и его дети были изгнаны из Китая. Во время сопровождения детей до китайской границы Цао задумывает план по их убийству. Тайная полиция Цао засела в засаде в Таверне Дракона. Эксперт по боевым искусствам по имени Сяо прибывает в гостиницу, чтобы встретиться с её хозяином. Полиции неизвестен тот факт, что хозяин таверны, У Нин, был одним из помощников генерала и вызвал Сяо, чтобы помочь детям. Брат и сестра помощника Юя также хотят помочь. Теперь эта четвёрка противостоит заговорщикам, чтобы обеспечить генеральским детям безопасность.

## В ролях
| Актёр           | Роль                                   |
| --------------- | -------------------------------------- |
| Шангуань Линфэн | мисс Чжу Хуэй                          |
| Ши Цзюнь        | Сяо Шаоцзы                             |
| Бай Ин          | Цао Шаоцинь                            |
| Цао Цзянь       | генерал У Нин                          |
| Ли Цзе          | член эскорта                           |
| Гао Мин         | счетовод                               |
| Гэ Сяобао       | половой                                |
| Гао Фэй         | Гуй Юйчжан                             |
| Сюэ Хань        | Чжу Цзи                                |
| Мяо Тянь        | Пи Шаотан                              |
| Хань Инцзе      | Мао Цзунсянь                           |
| Лю Чу           | агент сыскной службы                   |
| Мелвин Чжан     | агент сыскной службы                   |
| Лу Чжи          | агент сыскной службы, отравляющий вино |
| Эр Ню           |                                        |
| А Цзы           |                                        |
| Ци Вэй          | Юй Мянь                                |
| Сюй Яогуан      | глава                                  |
| Сюй Фэн         | Юй Синь                                |
| Тянь Пэн        | конвоир                                |
| Вэнь Тянь       |                                        |
| Вань Чуншань    | Дола                                   |

## Съёмочная группа
- Продюсер: Ша Жунфэн
- Режиссёр: Кинг Ху
- Ассистент режиссёра: Ларри Ту
- Постановщик боёв: Хань Инцзе
- Оператор: Хуа Хуэйин[кит.]
- Художник: Цзоу Чжилян
- Композитор: Чжоу Ланьпин[кит.]

## Кассовые сборы
«Харчевня Дракона» установила рекорд по кассовым сборам на Тайване, Южной Корее и Филиппинах.

## Премьеры
Премьера картины на Тайване состоялась 21 октября 1967 года. На экраны Гонконга фильм вышел годом позже — 1 августа 1968 года. В Северной Америке фильм был показан на Международном кинофестивале в Торонто в 2014 году.

## Релизы на цифровых носителях
Выход на VCD состоялся 26 мая 2003 года от компании China Art (F.E.)Video (HK). Диск имеет оригинальную китайскую дорогу с английскими и китайскими субтитрами. На Blu-ray фильм вышел в Великобритании 28 сентября 2015 года от дистрибьютора Eureka Entertainment. Помимо китайской звуковой дорожки на диске есть отключаемые английские субтитры.